# SC Borgfeld
Der SC Borgfeld (offiziell: Sportclub Borgfeld e. V.) ist ein Sportverein aus dem Bremer Stadtteil Borgfeld. Die erste Fußballmannschaft der Männer spielte von 2018 bis 2022 in der fünftklassigen Bremen-Liga.

## Geschichte
Am 4. Februar 1948 wurde der Sportverein TSV Borgfeld gegründet. Am 9. Dezember 1981 trennte sich die Fußballabteilung vom TSV Borgfeld und gründete mit dem SC Borgfeld einen eigenständigen Verein. Die Fußballer spielten jahrzehntelang lediglich auf Kreisebene und spielten nur für wenige Jahre in der Bezirksliga. Im Jahre 2005 erreichte der Verein nach zwei Aufstiegen in Folge erstmals in der Vereinsgeschichte die Landesliga Bremen, wo die Mannschaft zumeist gegen den Abstieg spielte. In der Saison 2009/10 wurde die Mannschaft kurzzeitig vom ehemaligen deutschen Nationalspieler Frank Neubarth trainiert. 2011 stiegen die Borgfelder wieder ab und erreichten in der Saison 2012/13 das Halbfinale des Bremer Pokals. Hier unterlag die Mannschaft der SG Aumund-Vegesack mit 2:4. Im Jahre 2014 gelang der Wiederaufstieg in die Landesliga. Vier Jahre später sicherten sich die Borgfelder vorzeitig den erstmaligen Aufstieg in die Bremen-Liga, aus der sie 2022 absteigen mussten.

## Persönlichkeiten
- Julian Brandt
- Eren Dinkçi
- Frank Neubarth
- Linus Schäfer
- Dominic Volkmer